# 茗荷紋
茗荷紋（みょうがもん）とは、ショウガ科の茗荷の花を図案化した日本の家紋である。

## 概要

茗荷紋と類似する杏葉紋（抱き花杏葉）

ショウガ科の多年草であるミョウガの花を図案化したもので、馬具の一種である杏葉を図案化した杏葉紋（ぎょうようもん）の形とよく似ており、また杏葉紋から変化したとも言われている。茗荷紋の内「花茗荷」は、ミョウガとは別の植物でショウガ科ハナミョウガ属のハナミョウガを図案化したものである。
日本十大家紋の一つであり、70種類以上あるが、使用されている紋のほとんどは「抱き茗荷」やそれに丸をつけた「丸に抱き茗荷」である。
戦国時代以後、天台宗の摩多羅神の神紋として用いられた。家紋として用いた文献上（『見聞諸家紋』）の初見は二宮氏である。また、茗荷の音が「冥加」に通じることから、神仏の加護が得られる縁起の良い紋として、神社や寺などで用いられることが多い。

## 図案

抱き茗荷

入れ違い茗荷

葉脈と先端に花房があるのが茗荷紋である。ただし、杏葉紋にも「立花杏葉」や「藪変り杏葉」など、まれに葉脈があるものもある。
茗荷紋は、単体のもののほか、「抱き茗荷」や「違い茗荷」など2つで構成するもの「三つ茗荷」や「頭合わせ六つ茗荷」など複数を組み合わせたもの、蝶（茗荷揚羽蝶）や桐（茗荷桐）などに見立てたものがある。ミョウガとは別の植物であるハナミョウガを図案化した「一つ花茗荷」や「花茗荷の丸」なども茗荷紋に含む。
70種類以上あるが、代表的なものには次のものがある。　 
- 一つ蔓茗荷の丸・一つ茗荷の丸
- 一つ茗荷丸
- 一つ茗荷巴
- 陰抱き茗荷
- 抱き茗荷菱
- 大割り抱き茗荷
- 八つ割り抱き茗荷
- 丸に抱き茗荷
- 外雪輪に抱き茗荷
- 隅切り角に抱き茗荷
- 隅入り角に抱き茗荷
- 石持ち地抜き抱き茗荷
- 丸に陰陽抱き茗荷
- 入れ違い茗荷菱
- 違い茗荷
- 丸に違い茗荷
- 三つ茗荷
- 三つ茗荷崩し
- 変わり三つ茗荷崩し
- 三つ寄せ茗荷
- 三つ追い茗荷
- 三つ茗荷巴
- 三つ組み茗荷
- 三つ盛り茗荷
- 一つ花茗荷
- 一関茗荷
- 田村茗荷
- 稲垣茗荷
- 八角の中に抱き茗荷

茗荷紋を取り入れた他種の家紋
- 井桁に抱き茗荷（井桁紋）
- 亀甲に抱き茗荷（亀甲紋）
- 下がり藤に抱き茗荷（藤紋）
- 菱に抱き茗荷（菱紋）
- 五瓜に抱き茗荷（木瓜紋または瓜紋）
- 四方木瓜に抱き茗荷（木瓜紋）

## 摩多羅神との関係
摩多羅神（またらじん）のシンボルが茗荷だという説がある。摩多羅神は天台宗の円仁が唐から持ち帰った神で比叡山延暦寺やその末寺で祀られ神社や寺で祀っている所も多い。（伯耆の大山寺、出雲の鰐淵寺、出雲大社、日光東照宮など。）日光東照宮に摩多羅神が祀られたことから祭礼の御輿にはすべて茗荷紋が付いている。日光東照宮で用いられる前は限られた家が使っているだけだったが、これ以降茗荷紋が広まった。
摩多羅神は秦氏の総鎮守の大酒神社（おおさけじんじゃ）（今は太秦の広隆寺）の祭りの神である。秦氏の所縁が深いせいか、藤原氏系統にこの紋が多い。